# Українська партія
«Украї́нська па́ртія» — українська політична партія, зареєстрована 27 грудня 2006. Сповідує ідеологію україноцентризму.
18 лютого 2007 року відбулося третє засідання Центральної Ради, на якому головою ЦР УП обрали Василя Степановича Гажамана.
18 серпня 2007 року відбувся 1-й з’їзд Української партії, на якому головою Центральної Ради Української партії обрали Олега Олійника.
17 жовтня 2009 року відбувся 2-й з’їзд Української партії, на якому Олега Олійника вдруге було обрано головою ЦР УП.
30 січня 2010 року відбувся 3-ій позачерговий з'їзд Української партії.
25 червня 2010 року відбулося четверте засідання Центральної Ради, на якому головою ЦР УП обрали Насалика Ігоря Степановича.
10 квітня 2011 року відбувся 4-й черговий з'їзд Української партії, на якому Головою Політичної Ради Української партії обрали Насалика Ігоря Степановича.
29 квітня 2012 року відбувся 5-й черговий з'їзд Української партії, на якому Головою Політичної Ради Української партії був обраний Андрій Новак.
6 квітня 2013 року відбулось чергове засідання Політичної Ради Української партії, на якому в.о. Голови Політичної Ради Української партії був обраний Олег Олійник.
5 лютого 2019 року відбувся 7-й черговий з'їзд Української партії, на якому Головою Політради Української партії був обраний Анатолій Леонтьєв.
На 12-му черговому з'їзді Української партії 11 червня 2023 року Головою Політради було обрано Богданова Сергія Івановича.  Громадського діяча, волонтера, активного правозахисника людей з інвалідністю.

## Діяльність
Одним із перших заходів було Всенародне віче «Один народ — одна Україна» 1 березня 2008 року перед Льодовим палацом в Сєверодонецьку. 
Пізніше були акції в Севастополі, Дніпро, Харкові, Одесі, Львові та інших містах України. Серед них підтримка розпуску парламенту весною 2007 року, акції протесту біля посольства та консульств Російської Федерації проти втручання Чорноморського флоту Російської Федерації у внутрішні справи України, проти агресивної політики Росії щодо незалежності Грузії.
Партія щорічно вшановує пам’ять загиблих під Берестечком, Конотопом, Крутами, Базаром, відзначає День Соборності й День Незалежності, День Героїв і Свято Козацтва — Покрова.

## Ідеологія
Метою діяльності партії визначено «реалізацію споконвічної Української мрії — національного самоствердження, шляхом перетворення України в Українську самостійну, соборну, унітарну, правову державу, яка б забезпечила українській нації всебічну свободу, справедливість, добробут та стрімкий розвиток в сучасності й майбутньому».